# Stockholm Open
El Torneig d'Estocolm, conegut oficialment com a If Stockholm Open, és un torneig de tennis professional que es disputa anualment sobre pista dura al Kungliga tennishallen d'Estocolm, Suècia. Pertany a les sèries 250 del circuit ATP masculí i es disputa al mes d'octubre.
El torneig es va crear l'any 1969 i des de llavors s'ha celebrat ininterrompudament en categoria masculina. En categoria es va disputar el torneig els anys 1975, 1979 i 1980 sobre pista de moqueta. El 1995 el torneig va perdre l'estatus de Super 9 fins a arribar a la categoria actual.

## Palmarès

### Individual masculí
| Any  | Campió                                             | Finalista                                          | Resultat                                           |
| ---- | -------------------------------------------------- | -------------------------------------------------- | -------------------------------------------------- |
| 2024 | Tommy Paul (2)                                     | Grigor Dimitrov                                    | 6−4, 6−3                                           |
| 2023 | Gaël Monfils (2)                                   | Pavel Kotov                                        | 4−6, 7−6(6), 6−3                                   |
| 2022 | Holger Rune                                        | Stéfanos Tsitsipàs                                 | 6−4, 6−4                                           |
| 2021 | Tommy Paul                                         | Denis Shapovalov                                   | 6−4, 2−6, 6−4                                      |
| 2020 | Torneig suspès a causa de la pandèmia per COVID-19 | Torneig suspès a causa de la pandèmia per COVID-19 | Torneig suspès a causa de la pandèmia per COVID-19 |
| 2019 | Denis Shapovalov                                   | Filip Krajinović                                   | 6−4, 6−4                                           |
| 2018 | Stéfanos Tsitsipàs                                 | Ernests Gulbis                                     | 6−4, 6−4                                           |
| 2017 | Juan Martín del Potro (2)                          | Grigor Dimitrov                                    | 6−4, 6−2                                           |
| 2016 | Juan Martín del Potro                              | Jack Sock                                          | 7−5, 6−1                                           |
| 2015 | Tomáš Berdych (3)                                  | Jack Sock                                          | 7−6(1), 6−2                                        |
| 2014 | Tomáš Berdych                                      | Grígor Dimitrov                                    | 5−7, 6−4, 6−4                                      |
| 2013 | Grígor Dimitrov                                    | David Ferrer                                       | 2−6, 6−3, 6−4                                      |
| 2012 | Tomáš Berdych                                      | Jo-Wilfried Tsonga                                 | 4−6, 6−4, 6−4                                      |
| 2011 | Gaël Monfils                                       | Jarkko Nieminen                                    | 7−5, 3−6, 6−2                                      |
| 2010 | Roger Federer                                      | Florian Mayer                                      | 6−4, 6−3                                           |
| 2009 | Markos Bagdatís                                    | Olivier Rochus                                     | 6−1, 7−5                                           |
| 2008 | David Nalbandian                                   | Robin Söderling                                    | 6−2, 5−7, 6−3                                      |
| 2007 | Ivo Karlović                                       | Thomas Johansson                                   | 6−3, 3−6, 6−1                                      |
| 2006 | James Blake (2)                                    | Jarkko Nieminen                                    | 6−4, 6−2                                           |
| 2005 | James Blake                                        | Paradorn Srichaphan                                | 6−1, 7−6(6)                                        |
| 2004 | Thomas Johansson (2)                               | Andre Agassi                                       | 3−6, 6−3, 7−6(4)                                   |
| 2003 | Mardy Fish                                         | Robin Söderling                                    | 7−5, 3−6, 7−6(4)                                   |
| 2002 | Paradorn Srichaphan                                | Marcelo Ríos                                       | 6−7(2), 6−0, 6−3, 6−2                              |
| 2001 | Sjeng Schalken                                     | Jarkko Nieminen                                    | 3−6, 6−3, 6−3, 4−6, 6−3                            |
| 2000 | Thomas Johansson                                   | Ievgueni Kàfelnikov                                | 6−2, 6−4, 6−4                                      |
| 1999 | Thomas Enqvist (3)                                 | Magnus Gustafsson                                  | 6−3, 6−4, 6−2                                      |
| 1998 | Todd Martin                                        | Thomas Johansson                                   | 6−3, 6−4, 6−4                                      |
| 1997 | Jonas Björkman                                     | Jan Siemerink                                      | 3−6, 7−6(2), 6−2, 6−4                              |
| 1996 | Thomas Enqvist                                     | Todd Martin                                        | 7−5, 6−4, 7−6(0)                                   |
| 1995 | Thomas Enqvist                                     | Arnaud Boetsch                                     | 7−5, 6−4                                           |
| 1994 | Boris Becker (4)                                   | Goran Ivanišević                                   | 4−6, 6−4, 6−3, 7−6(4)                              |
| 1993 | Michael Stich                                      | Goran Ivanišević                                   | 4−6, 7−6(6), 7−6(3), 6−2                           |
| 1992 | Goran Ivanišević                                   | Guy Forget                                         | 7−6(2), 4−6, 7−6(5), 6−2                           |
| 1991 | Boris Becker                                       | Stefan Edberg                                      | 3−6, 6−4, 1−6, 6−2, 6−2                            |
| 1990 | Boris Becker                                       | Stefan Edberg                                      | 6−4, 6−0, 6−3                                      |
| 1989 | Ivan Lendl                                         | Magnus Gustafsson                                  | 7−5, 6−0, 6−3                                      |
| 1988 | Boris Becker                                       | Peter Lundgren                                     | 6−4, 6−1, 6−1                                      |
| 1987 | Stefan Edberg (2)                                  | Jonas Svensson                                     | 7−5, 6−2, 4−6, 6−4                                 |
| 1986 | Stefan Edberg                                      | Mats Wilander                                      | 6−2, 6−1, 6−1                                      |
| 1985 | John McEnroe (4)                                   | Anders Järryd                                      | 6−1, 6−2                                           |
| 1984 | John McEnroe                                       | Mats Wilander                                      | 6−2, 3−6, 6−2                                      |
| 1983 | Mats Wilander                                      | Tomáš Šmíd                                         | 6−1, 7−5                                           |
| 1982 | Henri Leconte                                      | Mats Wilander                                      | 7−6, 6−3                                           |
| 1981 | Gene Mayer                                         | Sandy Mayer                                        | 6−4, 6−2                                           |
| 1980 | Björn Borg                                         | John McEnroe                                       | 6−3, 6−4                                           |
| 1979 | John McEnroe                                       | Gene Mayer                                         | 6−7, 6−3, 6−3                                      |
| 1978 | John McEnroe                                       | Tim Gullikson                                      | 6−2, 6−2                                           |
| 1977 | Sandy Mayer                                        | Raymond Moore                                      | 6−2, 6−4                                           |
| 1976 | Mark Cox                                           | Manuel Orantes                                     | 4−6, 7−5, 7−6                                      |
| 1975 | Adriano Panatta                                    | Jimmy Connors                                      | 4−6, 6−3, 7−5                                      |
| 1974 | Arthur Ashe (2)                                    | Tom Okker                                          | 6−2, 6−2                                           |
| 1973 | Tom Gorman                                         | Björn Borg                                         | 6−3, 4−6, 7−6                                      |
| 1972 | Stan Smith (2)                                     | Tom Okker                                          | 6−4, 6−3                                           |
| 1971 | Arthur Ashe                                        | Jan Kodeš                                          | 6−1, 3−6, 6−2, 1−6, 6−4                            |
| 1970 | Stan Smith                                         | Arthur Ashe                                        | 5−7, 6−4, 6−4                                      |
| 1969 | Nikola Pilić                                       | Ilie Năstase                                       | 6−4, 4−6, 6−2                                      |

### Individual femení
| Any  | Campiona         | Finalista      | Resultat      |
| ---- | ---------------- | -------------- | ------------- |
| 1980 | Hana Mandliková  | Bettina Bunge  | 6−2, 6−2      |
| 1979 | Billie Jean King | Betty Stöve    | 6−3, 6−7, 7−5 |
| 1978 | No celebrat      | No celebrat    | No celebrat   |
| 1977 | No celebrat      | No celebrat    | No celebrat   |
| 1976 | No celebrat      | No celebrat    | No celebrat   |
| 1975 | Virginia Wade    | Françoise Durr | 6−3, 4−6, 7−5 |

### Dobles masculins
| Any  | Campions                                           | Finalistes                                         | Resultat                                           |
| ---- | -------------------------------------------------- | -------------------------------------------------- | -------------------------------------------------- |
| 2024 | Harri Heliövaara Henry Patten                      | Petr Nouza Patrik Rikl                             | 7−5, 6−3                                           |
| 2023 | Andrey Golubev Denys Molchanov                     | Yuki Bhambri Julian Cash                           | 7−6(8), 6−2                                        |
| 2022 | Marcelo Arévalo Jean-Julien Rojer                  | Lloyd Glasspool Harri Heliövaara                   | 6−3, 6−3                                           |
| 2021 | Santiago González Andrés Molteni                   | Aisam-ul-Haq Qureshi Jean-Julien Rojer             | 6−2, 6−2                                           |
| 2020 | Torneig suspès a causa de la pandèmia per COVID-19 | Torneig suspès a causa de la pandèmia per COVID-19 | Torneig suspès a causa de la pandèmia per COVID-19 |
| 2019 | Henri Kontinen Édouard Roger-Vasselin              | Mate Pavić Bruno Soares                            | 6−4, 6−2                                           |
| 2018 | Luke Bambridge Jonny O'Mara                        | Marcus Daniell Wesley Koolhof                      | 7−5, 7−6(8)                                        |
| 2017 | Oliver Marach Mate Pavić                           | Aisam-ul-Haq Qureshi Jean-Julien Rojer             | 3−6, 7−6(6), [10−4]                                |
| 2016 | Elias Ymer Mikael Ymer                             | Mate Pavić Michael Venus                           | 6−1, 6−1                                           |
| 2015 | Nicholas Monroe Jack Sock                          | Mate Pavić Michael Venus                           | 7−5, 6−2                                           |
| 2014 | Eric Butorac Raven Klaasen                         | Treat Conrad Huey Jack Sock                        | 6−4, 6−3                                           |
| 2013 | Aisam-ul-Haq Qureshi Jean-Julien Rojer             | Jonas Björkman Robert Lindstedt                    | 6−2, 6−2                                           |
| 2012 | Marcelo Melo Bruno Soares                          | Robert Lindstedt Nenad Zimonjić                    | 6−7(4), 7−5, [10−6]                                |
| 2011 | Rohan Bopanna Aisam-ul-Haq Qureshi                 | Marcelo Melo Bruno Soares                          | 6−1, 6−3                                           |
| 2010 | Eric Butorac Jean-Julien Rojer                     | Johan Brunström Jarkko Nieminen                    | 6−3, 6−4                                           |
| 2009 | Bruno Soares Kevin Ullyett                         | Simon Aspelin Paul Hanley                          | 6−4, 7−6(4)                                        |
| 2008 | Jonas Björkman Kevin Ullyett                       | Johan Brunström Michael Ryderstedt                 | 6−1, 6−3                                           |
| 2007 | Jonas Björkman Maks Mirni                          | Arnaud Clément Michaël Llodra                      | 6−4, 6−4                                           |
| 2006 | Paul Hanley Kevin Ullyett                          | Olivier Rochus Kristof Vliegen                     | 7−6(2), 6−4                                        |
| 2005 | Wayne Arthurs Paul Hanley                          | Leander Paes Nenad Zimonjić                        | 6−3, 6−3                                           |
| 2004 | Fernando Verdasco Feliciano López                  | Wayne Arthurs Paul Hanley                          | 6−4, 6−4                                           |
| 2003 | Jonas Björkman Todd Woodbridge                     | Wayne Arthurs Paul Hanley                          | 6−3, 6−4                                           |
| 2002 | Wayne Black Kevin Ullyett                          | Wayne Arthurs Paul Hanley                          | 6−4, 2−6, 7−6(4)                                   |
| 2001 | Donald Johnson Jared Palmer                        | Jonas Björkman Todd Woodbridge                     | 6−3, 4−6, 6−3                                      |
| 2000 | Mark Knowles Daniel Nestor                         | Petr Pála Pavel Vízner                             | 6−3, 6−2                                           |
| 1999 | Piet Norval Kevin Ullyett                          | Jan-Michael Gambill Scott Humphries                | 7−5, 6−3                                           |
| 1998 | Nicklas Kulti Mikael Tillström                     | Chris Haggard Peter Nyborg                         | 7−5, 3−6, 7−5                                      |
| 1997 | Marc-Kevin Goellner Richey Reneberg                | Ellis Ferreira Patrick Galbraith                   | 6−3, 3−6, 7−6                                      |
| 1996 | Patrick Galbraith Jonathan Stark                   | Todd Martin Chris Woodruff                         | 7−6, 6−4                                           |
| 1995 | Jacco Eltingh Paul Haarhuis                        | Grant Connell Patrick Galbraith                    | 3−6, 6−2, 7−6                                      |
| 1994 | Todd Woodbridge Mark Woodforde (3)                 | Jan Apell Jonas Björkman                           | 6−4, 4−6, 6−3                                      |
| 1993 | Todd Woodbridge Mark Woodforde                     | Gary Muller Danie Visser                           | 7−6, 5−7, 7−6                                      |
| 1992 | Todd Woodbridge Mark Woodforde                     | Steve DeVries David Macpherson                     | 6−4, 6−4                                           |
| 1991 | John Fitzgerald Anders Järryd                      | Tom Nijssen Cyril Suk                              | 7−5, 6−3                                           |
| 1990 | Guy Forget Jakob Hlasek                            | John Fitzgerald Anders Järryd                      | 6−2, 6−3                                           |
| 1989 | Jorge Lozano Todd Witsken                          | Rick Leach Jim Pugh                                | 6−0, 5−7, 6−3                                      |
| 1988 | Kevin Curren Jim Grabb                             | Paul Annacone John Fitzgerald                      | 7−5, 7−5                                           |
| 1987 | Stefan Edberg Anders Järryd                        | Jim Grabb Jim Pugh                                 | 6−2, 3−6, 6−1                                      |
| 1986 | Sherwood Stewart Kim Warwick                       | Pat Cash Slobodan Živojinović                      | 4−6, 6−1, 7−5                                      |
| 1985 | Guy Forget Andrés Gómez                            | Mike De Palmer Gary Donnelly                       | 6−3, 6−4                                           |
| 1984 | Henri Leconte Tomáš Šmíd                           | Vijay Amritraj Ilie Năstase                        | 7−5, 7−5                                           |
| 1983 | Anders Järryd Hans Simonsson                       | Johan Kriek Peter Fleming                          | 7−6, 7−5                                           |
| 1982 | Jan Gunnarsson Mark Dickson                        | Sherwood Stewart Ferdi Taygan                      | 7−6, 6−7, 6−4                                      |
| 1981 | Kevin Curren Steve Denton                          | Sherwood Stewart Ferdi Taygan                      | 6−7, 6−4, 6−0                                      |
| 1980 | Heinz Günthardt Paul McNamee                       | Stan Smith Bob Lutz                                | 6−7, 6−3, 6−2                                      |
| 1979 | John McEnroe Peter Fleming                         | Tom Okker Wojciech Fibak                           | 6−4, 6−4                                           |
| 1978 | Tom Okker Wojciech Fibak (2)                       | Stan Smith Bob Lutz                                | 6−3, 6−2                                           |
| 1977 | Tom Okker Wojciech Fibak                           | Brian Gottfried Raúl Ramírez                       | 6−3, 6−3                                           |
| 1976 | Bob Hewitt Frew McMillan (2)                       | Tom Okker Marty Riessen                            | 6−4, 4−6, 6−4                                      |
| 1975 | Bob Hewitt Frew McMillan                           | Charlie Pasarell Roscoe Tanner                     | 3−6, 6−3, 6−4                                      |
| 1974 | Tom Okker Marty Riessen (2)                        | Bob Hewitt Frew McMillan                           | 2−6, 6−3, 6−4                                      |
| 1973 | Jimmy Connors Ilie Năstase                         | Bob Carmichael Frew McMillan                       | 7−6, 7−5                                           |
| 1972 | Tom Okker Marty Riessen                            | Roy Emerson Colin Dibley                           | 6−3, 6−2                                           |
| 1971 | Stan Smith Tom Gorman                              | Arthur Ashe Bob Lutz                               | 6−4, 6−3                                           |
| 1970 | Arthur Ashe Stan Smith                             | Bob Carmichael Owen Davidson                       | 6−0, 5−7, 7−5                                      |
| 1969 | Roy Emerson Rod Laver                              | Andrés Gimeno Graham Stilwell                      | 6−4, 6−2                                           |

### Dobles femenins
| Any  | Campiones                     | Finalistes                            | Resultat    |
| ---- | ----------------------------- | ------------------------------------- | ----------- |
| 1980 | Mima Jaušovec Virginia Ruzici | Hana Mandliková Betty Stöve           | 6−2, 6−1    |
| 1979 | Betty Stöve Wendy Turnbull    | Billie Jean King Ilana Kloss          | 7−5, 7−6    |
| 1978 | No celebrat                   | No celebrat                           | No celebrat |
| 1977 | No celebrat                   | No celebrat                           | No celebrat |
| 1976 | No celebrat                   | No celebrat                           | No celebrat |
| 1975 | Françoise Durr Betty Stöve    | Evonne Goolagong Cawley Virginia Wade | 6−3, 6−4    |